# Ken Loach

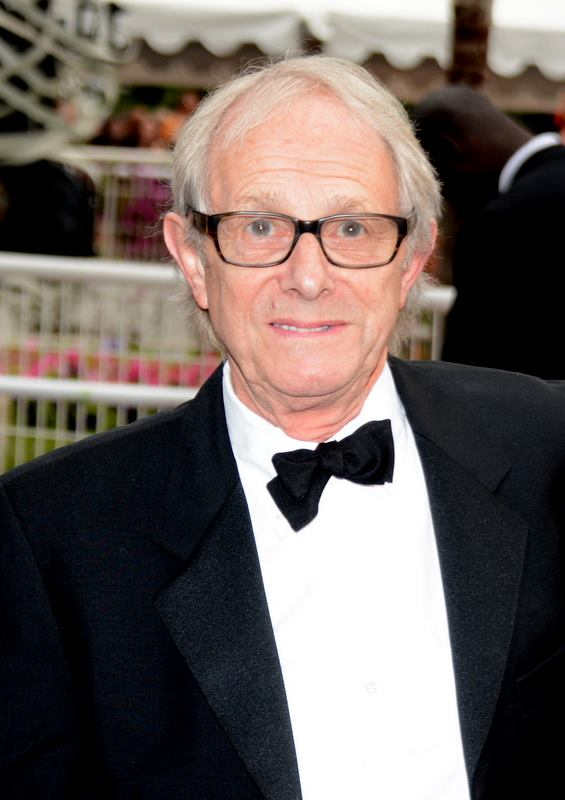
Ken Loach in Cannes, 2014

Kenneth „Ken“ Loach [ˈkɛn ˈləʊtʃ] (* 17. Juni 1936 in Nuneaton, Warwickshire) ist ein britischer Filmregisseur und Drehbuchautor. Loach wurde bekannt durch seine naturalistische Erzählweise von sozialen Dramen sowie sein Engagement für den Sozialismus. Mit den Spielfilmen The Wind That Shakes the Barley (2006) und Ich, Daniel Blake (2016) gewann er jeweils die Goldene Palme der Internationalen Filmfestspiele von Cannes.

## Leben und Werk
Ken Loach ist der Sohn eines Elektrikers und studierte Jura am St Peter’s College der University of Oxford. Er entschied sich jedoch, als Schauspieler mit einer Theatertruppe auf Tournee zu gehen und wechselte 1964 zum Fernsehen (BBC). Loach erregte landesweit Aufmerksamkeit mit dem für das Fernsehen produzierten Sozialdrama Cathy Come Home (1966). Der im Rahmen der Reihe The Wednesday Play im November 1966 erstmals gezeigte Film handelt von einem jungen Paar, dessen unverschuldeter Arbeits- und Obdachlosigkeit und davon, dass ihnen deswegen die gemeinsamen Kinder von den Sozialbehörden weggenommen werden. Als allseits bekanntem, bekennendem Trotzkisten versuchte man Loach in den 1970er Jahren, insbesondere in der Thatcher-Ära, durch Sendeverbote und Zensurmaßnahmen das Arbeiten zu erschweren.
Loach hat erst spät in seinem Leben als angesehener europäischer Filmemacher Anerkennung erfahren. Seine Filme stehen in der Tradition des italienischen Neorealismus, den er zu einem britischen Sozialrealismus weiterentwickelte. So schuf er seit den 1960er Jahren einige bedeutende Filme, die ein genaues Bild der zeitgenössischen gesellschaftlichen Situation seines Landes zeichneten. Sein zweiter Kinofilm Kes (1969) handelte beispielsweise von einer sozial benachteiligten, perspektivlosen Jugend in den tristen Arbeiterstädten Nordenglands. Der Erfolg von Kes brachte Loach ab den 1970er-Jahren internationale Aufmerksamkeit, der Film wird heute beim British Film Institute als einer der besten britischen Filme aller Zeiten gelistet. Andere Filme, wie etwa Land and Freedom über den Spanischen Bürgerkrieg und Carla’s Song über den Bürgerkrieg in Nicaragua zeugen von seinem Interesse für den spanischsprachigen Raum bzw. die Situation der „illegalen“ Hispanics in den USA (Bread and Roses).
Ken Loach war häufig mit Filmen auf der Berlinale vertreten und gewann dort diverse Preise. 2004 erhielt er den Preis der Ökumenischen Jury und den der Jury der Gilde-Filmtheater für seinen Film Just a Kiss. 2006 gewann Loach die Goldene Palme der 59. Filmfestspiele in Cannes. Die Auszeichnung bekam er für den Film The Wind That Shakes the Barley, der vom irischen Freiheitskampf in den 1920er Jahren handelt.

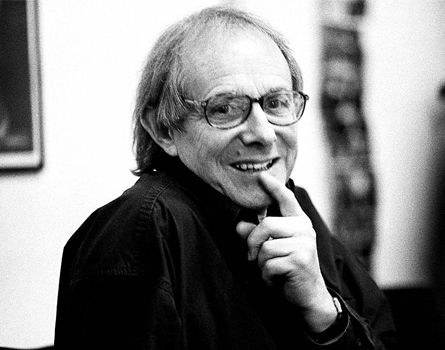
Ken Loach

Während des Wahlkampfs um die französische Präsidentschaft 2007 unterstützte Loach Olivier Besancenot, den Kandidaten der trotzkistischen Ligue communiste révolutionnaire (LCR, Revolutionär-Kommunistischer Bund). Im selben Jahr war er mit dem Sozialdrama It’s a Free World im Wettbewerb der 64. Filmfestspiele von Venedig vertreten.
2009 erhielt er für Looking for Eric eine Einladung in den Wettbewerb der 62. Filmfestspiele von Cannes. Der Film handelt von einem fußballbegeisterten Briefzusteller (gespielt von Steve Evets), der in eine Lebenskrise gerät und von dem ehemaligen Fußballspieler Éric Cantona unterstützt wird. Ein Jahr später wurde Loach mit Route Irish dort zum neunten Mal in den Wettbewerb eingeladen. Das Drama handelt von der britischen Intervention im Irak.
Seit Jahrzehnten arbeitet Loach mit dem Drehbuchautor Paul Laverty und dem Filmeditor Jonathan Morris zusammen. Ein häufiger Kameramann bei seinen Produktionen war Barry Ackroyd. Seit 2012 ist Robbie Ryan für die Kameraarbeit verantwortlich. Loach dreht gern mit Laienschauspielern, weil er ihre Darstellung für authentischer hält. Produziert werden seine Werke heute von Rebecca O’Brien. Zuletzt entstand in Kooperation mit Laverty und O’Brien der Spielfilm The Angels’ Share (2012), der zwischen Mai und Juni in Glasgow und den Highlands abgedreht wurde. Im Mittelpunkt der Sozialkomödie steht ein arbeitsloser Kleinkrimineller, der nach der Geburt seines Sohnes gemeinnützige Arbeit verrichten muss und beim Besuch einer Whisky-Brennerei eine neue berufliche Perspektive entdeckt. Ein schwerer Sturz des Regisseurs zu Beginn der Dreharbeiten sorgte für mehrere Wochen Verzögerung. 2012 erhielt Loach für The Angels’ Share seine elfte Einladung in den Wettbewerb der Filmfestspiele von Cannes, der Film wurde mit dem Preis der Jury ausgezeichnet. 2014 widmete ihm die Berlinale eine Hommage mit einer Retrospektive von zehn Filmen und verlieh ihm den Goldenen Ehrenbär für sein Lebenswerk.
Loach unterstützt die Boykottkampagne Boycott, Divestment and Sanctions (BDS). Beim Sarajevo Film Festival 2014 rief er angesichts des Kriegs im Gazastreifen zu einem Boykott aller kulturellen und sportlichen Ereignisse des Staates Israel auf und erneuerte seine Forderung nach einem Waffenembargo gegen Israel. In einem offenen Brief an den russischen Präsidenten Wladimir Putin plädierte Loach 2014 zusammen mit anderen Mitgliedern der Europäischen Filmakademie für die Freilassung des inhaftierten ukrainischen Filmemachers Oleh Senzow.
2016 erhielt er für Ich, Daniel Blake seine 13. Einladung in den Wettbewerb der 69. Internationalen Filmfestspiele von Cannes, wo der Film mit der Goldenen Palme ausgezeichnet wurde. Der verwitwete Zimmermann Daniel Blake (dargestellt von Dave Johns) hat auf dem Gerüst einen Herzanfall erlitten und muss daraufhin einen aussichtslosen Kampf gegen die Bürokratie des abgewrackten britischen Wohlfahrtssystems ausfechten. Im Jahr 2017 bekam er den belgischen Lebenswerk-Filmpreis Mira d’Or.
Bei The Old Oak arbeiteten Laverty und Loach erneut zusammen. Das Filmdrama wurde abermals in den Wettbewerb von Cannes eingeladen und feierte dort im Mai 2023 seine Premiere. Die Produktion wird wohl seine letzte Regiearbeit sein.
Loach lebte mit seiner Familie längere Zeit in Bath, England. Sein jetziger Wohnsitz ist London, wo auch seine Produktionsfirma Sixteen Films ansässig ist. Der 1969 geborene Sohn Jim Loach ist ebenfalls als Regisseur tätig.

## Politische Aktivitäten
Loach trat erstmals in den 1960ern in die Labour Party ein, verließ sie aber Mitte der 1990er, nachdem er mit dem von Tony Blair eingeschlagenen Kurs New Labour nicht einverstanden war. Unter der Parteiführung Jeremy Corbyns trat er der Partei wieder bei und erhielt dort einen Ehrenplatz. Im August 2021 wurde bekannt, dass Loach aus der Labour Party (unter Führung von Keir Starmer) ausgeschlossen wurde, da er sich nicht von anderen, wegen Vorwürfen des Antisemitismus zuvor ausgeschlossenen Mitgliedern des linken Parteiflügels distanzieren wollte. Loach hielt dies für einen Teil einer „Säuberungsaktion“ und warf Starmer daraufhin vor, die Partei wieder nach rechts rücken zu wollen, wie einst unter Tony Blair, und dabei alle Mitglieder des linken Parteiflügels vertreiben zu wollen.
2023 solidarisierte er sich mit der Fabrikbesetzung #Insorgiamo italienischer GKN-Arbeiter nahe Campi Bisenzio, die eine genossenschaftliche Fortführung des Werkes zur Produktion von Lastenrädern, Solaranlagen und Fahrwerkteilen für Elektrobusse anstreben.

## Filmografie (Auswahl)
- 1966: Cathy Come Home (Fernsehspiel)
- 1967: Poor Cow – Geküßt und geschlagen (Poor Cow)
- 1969: Kes
- 1971: Familienleben (Family Life)
- 1979: Black Jack, der Galgenvogel (Black Jack)
- 1980: The Gamekeeper
- 1981: Erwartungen und Enttäuschungen – Looks and Smiles (Looks and Smiles)
- 1985: Which side are you on?
- 1986: Vaterland (Fatherland)
- 1990: Geheimprotokoll (Hidden Agenda)
- 1991: Riff-Raff
- 1993: Raining Stones
- 1994: Ladybird Ladybird
- 1995: Land and Freedom (Spanischer Bürgerkrieg)
- 1996: Carla’s Song (Nicaragua)
- 1998: Mein Name ist Joe (My Name Is Joe)
- 2000: Bread and Roses
- 2001: The Navigators
- 2002: 11′09″01 – September 11 (6. Episode, auch Drehbuch)
- 2002: Sweet Sixteen
- 2004: Just a Kiss (Ae Fond Kiss)
- 2005: McLibel (Drehbuch)
- 2005: Tickets
- 2006: The Wind That Shakes the Barley
- 2007: It’s a Free World (It’s a Free World…)
- 2009: Looking for Eric
- 2010: Route Irish
- 2012: Angels’ Share – Ein Schluck für die Engel (The Angels’ Share)
- 2013: Spirit of ‘45 (Dokumentarfilm)
- 2014: Jimmy’s Hall
- 2016: Ich, Daniel Blake (I, Daniel Blake)
- 2019: Sorry We Missed You
- 2023: The Old Oak
- 2024: On Falling (Produktion)

## Auszeichnungen (Auswahl)
- Filmfestspiele von Cannes 2016: Goldene Palme für Ich, Daniel Blake
- Internationale Filmfestspiele Berlin 2014: Goldener Ehrenbär
- Filmfestspiele von Cannes 2012: Preis der Jury für The Angels’ Share
- Europäischer Filmpreis 2009: Ehrenpreis für sein Lebenswerk
- University of the West of England (UWE) 2008: Ehrendoktorwürde der Kunst (DArt)[13]
- Filmfestspiele von Cannes 2006: Goldene Palme für The Wind That Shakes the Barley
- British Academy of Film and Television Arts 2006: Ehrenpreis
- Bremer Filmpreis 2006
- Berlinale 2004: Preis der Ökumenischen Jury für Ae Fond Kiss
- Semana Internacional de Cine de Valladolid 2002: Goldene Ähre für Sweet Sixteen
- Semana Internacional de Cine de Valladolid 1998: Goldene Ähre für Mein Name ist Joe
- British Independent Film Awards 1998: Regiepreis für My Name is Joe und Sonderpreis der Jury für das Lebenswerk
- Ehrendoktorwürde der Literatur (DLitt) der Universität Bristol 1996[14]
- FIPRESCI-Preis und Preis der Ökumenischen Jury 1995 in Cannes für Land and Freedom
- Berlinale 1994: Preis der Ökumenischen Jury für Ladybird Ladybird
- Internationale Filmfestspiele von Venedig 1994: Ehren-Goldener Löwe für sein Lebenswerk
- Filmfestspiele von Cannes 1993: Sonderpreis der Jury für Raining Stones
- Filmfestspiele von Cannes 1991: FIPRESCI-Preis für Riff-Raff
- Filmfestspiele von Cannes 1990: Preis der Jury für Hidden Agenda
- Filmfestspiele von Cannes 1979: FIPRESCI-Preis für Black Jack
- Berlinale 1972: FIPRESCI-Preis für Familienleben
- Internationales Filmfestival Karlovy Vary 1970: Kristallglobus für Kes

## Dokumentarfilme über Loach
- Das Kino des Ken Loach – Wut, Mut und Menschlichkeit (OT: Versus: The Life and Films of Ken Loach). Dokumentarfilm, Großbritannien, 2016, 90 Min., Buch und Regie: Louise Osmond, Produktion: Sixteen Films, BBC Films, British Film Institute (BFI), deutsche Erstsendung: 26. Oktober 2016 auf arte, Inhaltsangabe von der ARD, Video-Ausschnitt.
- Ken Loach: Fürsprecher der Arbeiterklasse. Gespräch, Frankreich, Deutschland, 2012, 43 Min., Moderation: Vincent Josse, Produktion: arte France, Redaktion: Square, Erstsendung: 21. Oktober 2012 auf arte, Film-Informationen von arte (Memento vom 8. April 2015 im Internet Archive).
- „Frei ist, wer Geld hat.“ – Ken Loach und sein bedrückendes Sozialdrama über Tagelöhner. Fernsehreportage, Deutschland, 2008, 4:23 Min., Produktion: hr, Redaktion: ttt – titel, thesen, temperamente, Erstausstrahlung: 16. November 2008 im Ersten, Inhaltsangabe von ttt zu It’s a Free World.